# TT267
TT267 (Theban Tomb 267) è la sigla che identifica una delle Tombe dei Nobili ubicate nell'area della cosiddetta Necropoli Tebana, sulla sponda occidentale del Nilo dinanzi alla città di Luxor, in Egitto. Destinata a sepolture di nobili e funzionari connessi alle case regnanti, specie del Nuovo Regno, l'area venne sfruttata, come necropoli, fin dall'Antico Regno e, successivamente, sino al periodo Saitico (con la XXVI dinastia) e Tolemaico.

## Titolare
TT267 era la tomba di:
| Titolare | Titolo | Necropoli      | Dinastia/Periodo | Note |
| -------- | --- | -------------- | ---------------- | ---- |
| Hay      | Responsabile dei lavoratori nel Luogo della Verità a ovest di Tebe; Creatore delle immagini di tutti gli dei nella casa dell'oro | Deir el-Medina | XX dinastia      |      |

## Biografia
Amennakht fu suo padre e Tarekhan sua madre; Henutmet fu sua moglie.

## La tomba
TT267 si apre in un cortile da cui si accede anche alla TT266. Un corridoio immette in una sala rettangolare al centro della quale si trova una scala che dà accesso alla parte ipogea che costituisce l'appartamento funerario. una piccola sala quasi quadrata vede, sulle pareti: (1 blu in planimetria) Una donna con il defunto, la moglie e la figlia (di cui non è indicato il nome); poco oltre (2 blu) il padre e, danneggiata (3), la dea Hathor come vacca sacra. Segue (4) la Dea dell'Occidente (Mertseger) con i titoli del defunto in alto. Su altra parete (5) un prete sem con una bacchetta che reca una testa di ariete, seguito da uno scriba, dinanzi al defunto e alla moglie.
Un breve corridoio, sulle cui pareti (6) sono rappresentati il defunto inginocchiato dinanzi alla braccia di Nut e il defunto e la moglie dinanzi alla dea Anuqet, immette in una camera più interna. In una nicchia (7) una donna, seguita da un uomo e testi. Poco oltre (8) un figlio (di cui non è riportato l'identificativo) e (9) alcuni parenti dinanzi al defunto e alla moglie. Sul soffitto decorazioni a tralci di vite e testi.

### Annotazioni
1. ↑  La numerazione dei locali e delle pareti segue quella di Porter e Moss 1927, p. 348.
2. ↑  La prima numerazione delle tombe, dalla numero 1 alla 252, risale al 1913 con l'edizione del "Topographical Catalogue of the Private Tombs of Thebes" di Alan Gardiner e Arthur Weigall. Le tombe erano numerate in ordine di scoperta e non geografico; ugualmente in ordine cronologico di scoperta sono le tombe dalla 253 in poi.
3. ↑  I campi della Duat, ovvero l'aldilà egizio, si trovavano, secondo le credenze, proprio sulla riva occidentale del grande fiume.
4. ↑  Nella sua epoca di utilizzo, l'area era nota come "Quella di fronte al suo Signore" (con riferimento alla riva orientale, dove si trovavano le strutture dei Palazzi di residenza dei re e i templi dei principali dei) o, più semplicemente, "Occidente di Tebe".
5. ↑  le Tombe dei Nobili, benché raggruppate in un'unica area, sono di fatto distribuite su più necropoli distinte.
6. ↑  Le note, sovente di inquadramento topografico della tomba, sono tratte dal "Topographical Catalogue" di Gardiner e Weigall, ed. 1913 e fanno perciò riferimento alla situazione dell'epoca.
7. ↑  Set-Maat = "Luogo della Verità" era uno dei nomi con cui era noto il villaggio operaio di Deir el-Medina. Il villaggio era anche noto come Pa-demi, ovvero, semplicemente, "il villaggio".
8. ↑  Nome ricavabile da un testo oggi in collezione privata.
9. ↑  Il "sem" era il prete, o l'erede, cui competeva la cerimonia di apertura della bocca per consentire al defunto di vivere pienamente della Duat.

### Fonti
1. ↑  Gardiner e Weigall 1913.
2. ↑  Donadoni 1999,  p. 115.
3. 1 2  Porter e Moss 1927, p. 346.
4. ↑  Porter e Moss 1927,  p. 315.
5. ↑  Porter e Moss 1927,  pp. 346-347.